# Целльнер, Арнольд
Арно́льд Це́лльнер (англ. Arnold Zellner; род. 2 января 1927, Бруклин — 11 августа 2010, Чикаго) — американский экономист.
Бакалавр (1949; специальность: физика) Гарвардского университета; доктор философии (1957) Калифорнийского университета (Беркли).
Преподавал в Вашингтонском (Сиэтл; 1955−1960), Висконсинском (1961−1966) и Чикагском (с 1966 года) университетах. Лауреат премии Дж. Р. Коммонса (1981).

## Основные произведения
- «Война и мир: фантазия в теории игр?» (War and Peace: A Phantasy in Game Theory? 1962);
- «Basic Issues in Econometrics» (1984).